# Michael Müller (Politiker, 1948)

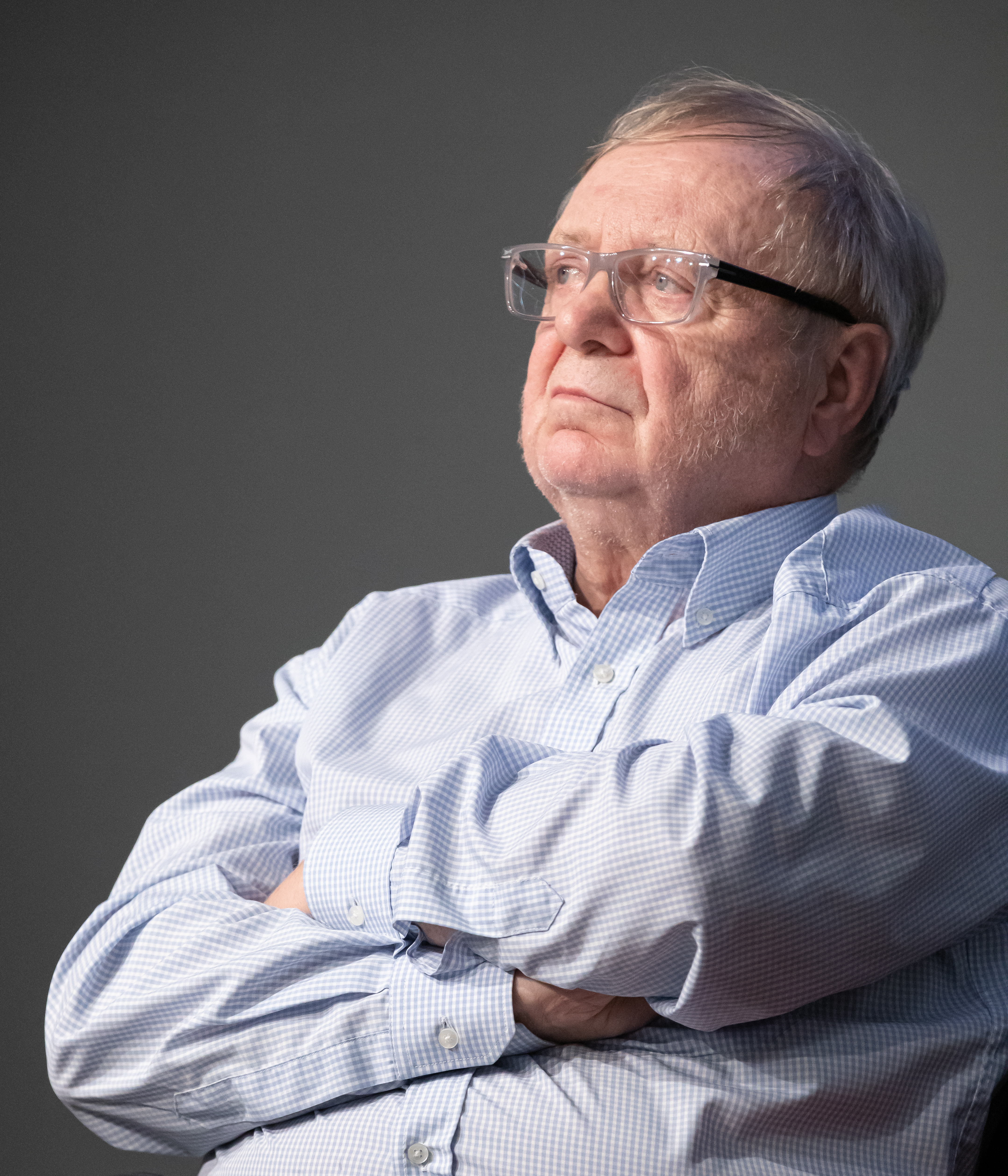
Michael Müller, 2019

Michael Müller (* 10. Juli 1948 in Bernburg/Saale) ist ein ehemaliger deutscher Politiker (SPD). Er war von 1983 bis 2009 Mitglied des Deutschen Bundestages und von 2005 bis 2009 Parlamentarischer Staatssekretär beim Bundesminister für Umwelt, Naturschutz und Reaktorsicherheit im Kabinett Merkel I.

## Ausbildung und Beruf
Müller machte eine Lehre zum Stahlbetonbauer. Auf dem Zweiten Bildungsweg erwarb er das Abitur und absolvierte anschließend ein Studium des Ingenieurwesens, der Betriebswirtschaftslehre und der Sozialwissenschaften, das er als Diplom-Betriebswirt beendete.

## Partei
Seit dem Jahr 1966 ist Müller Mitglied der SPD. In den Jahren 1972 bis 1978 war er stellvertretender Bundesvorsitzender der Jungsozialisten. Er war Sprecher der Parlamentarischen Linken, des linken Flügels der SPD-Bundestagsfraktion.

## Abgeordneter
Von 1974 bis 1983 gehörte Müller dem Rat der Stadt Düsseldorf an und war dort ab 1977 Geschäftsführer der SPD-Ratsfraktion.
In den Jahren 1983 bis 2009 war Müller Mitglied des Deutschen Bundestages. Er war bei den Bundestagswahlen 1998 und 2002 als direkt gewählter Abgeordneter des Wahlkreises Düsseldorf I und sonst über die Landesliste Nordrhein-Westfalen in den Bundestag eingezogen. Hier war er von 1992 bis 1998 Vorsitzender der Arbeitsgruppe Umwelt, Naturschutz und Reaktorsicherheit der SPD-Bundestagsfraktion und umweltpolitischer Fraktionssprecher. Von 1992 bis 1994 war er Vorsitzender der Enquête-Kommission Schutz des Menschen und der Umwelt – Bewertungskriterien und Perspektiven für umweltverträgliche Stoffkreisläufe in der Industriegesellschaft. Von 1998 bis 2005 war Müller stellvertretender Vorsitzender der SPD-Bundestagsfraktion.

## Öffentliche Ämter
Am 23. November 2005 wurde Müller als Parlamentarischer Staatssekretär beim Bundesminister für Umwelt, Naturschutz und Reaktorsicherheit in die von Bundeskanzlerin Angela Merkel geführte Bundesregierung berufen und hatte dieses Amt bis zum Ende des Kabinetts Merkel I am 27. Oktober 2009 inne. Zwischen Januar 2011 und Juni 2013 gehörte er auf Vorschlag der SPD der Enquete-Kommission Wachstum, Wohlstand, Lebensqualität – Wege zu nachhaltigem Wirtschaften und gesellschaftlichem Fortschritt in der Sozialen Marktwirtschaft als Sachverständiger an.

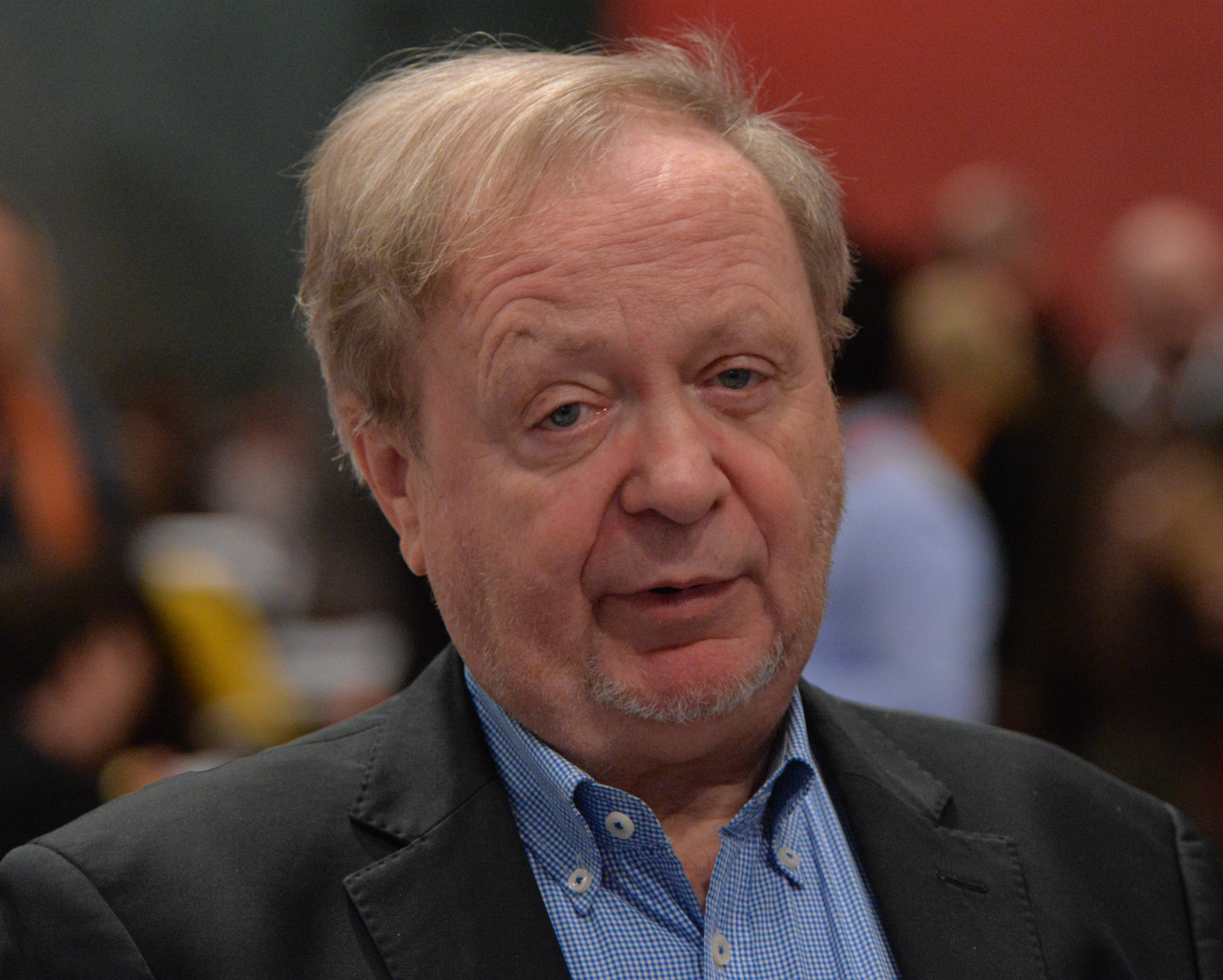
Michael Müller beim SPD-Bundesparteitag 2015

Von April 2014 bis Juli 2016 war Müller neben Ursula Heinen-Esser einer der beiden Vorsitzenden der Kommission Lagerung hoch radioaktiver Abfallstoffe. Als solcher forderte er anlässlich der von E.ON angekündigten Aufspaltung, die Betreiber von Kernkraftwerken in Deutschland sollten die von ihnen gebildeten Rückstellungen an den Staat überführen, damit das Geld nicht – zum Beispiel bei einer Insolvenz – verloren gehen kann.
Müller ist Bundesvorsitzender der Naturfreunde Deutschlands.

## Russlands Krieg gegen die Ukraine
Im Februar 2023 war Müller Erstunterzeichner der von Sahra Wagenknecht und Alice Schwarzer initiierten an Olaf Scholz gerichteten Petition Manifest für Frieden.

## Sonstiges
Müller ist Mitherausgeber der umweltpolitischen Online-Magazine Klimareporter und movum. Für den Klimareporter schreibt er im Wechsel mit Hartmut Graßl, Claudia Kemfert, Andreas Knie und Gero Lücking eine Kolumne. Er ist Kritiker der Idee grünen Wachstums und plädierte 2023 für ein integratives Verständnis von Dekarbonisierung, Effizienzsteigerung und Suffizienz.

## Publikationen
- mit Helga Schuchardt, Björn Engholm (Hrsg.): Kultur im Alltag. Neue Formen der kommunalen Kulturpolitik. VSA-Verlag, Hamburg 1985, ISBN 3-87975-313-X.
- Der Fortschrittsoptimismus ist heute zerbrochen – Vor 25 Jahren wurde der „Club of Rome“ gegründet. Anmerkungen von Michael Müller, Frankfurter Rundschau 3. Juni 1993, S. 12.
- Unter 2 Grad? Was der Weltklimavertrag wirklich bringt. Hrsg. mit Jörg Sommer, Aufsatzsammlung, S. Hirzel Verlag, Stuttgart 2016, ISBN 3-7776-2570-1.